# Comté de Candler
Le comté de Candler est un comté de Géorgie, aux États-Unis.

## Démographie
| 1920  | 1930  | 1940  | 1950  | 1960  | 1970  |
| ----- | ----- | ----- | ----- | ----- | ----- |
| 9 228 | 8 991 | 9 103 | 8 063 | 6 672 | 6 412 |

| 1980  | 1990  | 2000  | 2010   | - | - |
| ----- | ----- | ----- | ------ | - | - |
| 7 518 | 7 744 | 9 577 | 10 998 | - | - |